# بروئی
بروئی (انگلیسی: Bruit) نوعی صدای غیر طبیعی در هنگام سمع عروق است که بر اثر آشفتگی جریان خون هنگام عبور از یک شریان تنگ شده ایجاد می‌شود.
از جمله موارد سمع بروئی بیماری‌های آترواسکلروز، آنوریسم و بیماری عروق محیطی است.